# Lamelligomphus choui
Lamelligomphus choui – gatunek ważki z rodziny gadziogłówkowatych (Gomphidae). Występuje we wschodnich, południowo-wschodnich i południowych Chinach. Wyróżnia się dwa podgatunki – podgatunek nominatywny występuje w prowincjach Guangdong i Anhui, a L. c. tienfuensis w prowincjach Kuejczou i Syczuan.